# Изложба „Простор” (1981)
Изложба „Простор” се одржала у периоду од 10. до 18. јула у галерији Удружења ликовних уметника Србије, у улици Масарикова 4, и од 7. до 30. септембра 1981. године у слободном простору хотела Југославија.

## Жири
Експонате за изложбу је одабрао жири у саставу:
- Јефта Јефтовић, председник жирија
- Ратко Вулановић
- Антон Краљић
- Весна Матичевић
- Љубинка Савић Граси
- Милорад Тепавац
- Станислав Живковић
- Татјана Јакшић

## Излагачи
1. Нада Денић
2. Владимир Комад
3. Душан Марковић
4. Милија Нешић
5. Мице Попчев
6. Славољуб Радојчић
7. Мира Сандић
8. Војин Стојић
9. Душан Суботић
10. Милан Четник